# SC5D
SC5D (англ. Sterol-C5-desaturase) – білок, який кодується однойменним геном, розташованим у людей на короткому плечі 11-ї хромосоми. Довжина поліпептидного ланцюга білка становить 299 амінокислот, а молекулярна маса — 35 301.
| 10         |  | 20         |  | 30         |  | 40         |  | 50         |
| ---------- |  | ---------- |  | ---------- |  | ---------- |  | ---------- |
| MDLVLRVADY |  | YFFTPYVYPA |  | TWPEDDIFRQ |  | AISLLIVTNV |  | GAYILYFFCA |
| TLSYYFVFDH |  | ALMKHPQFLK |  | NQVRREIKFT |  | VQALPWISIL |  | TVALFLLEIR |
| GYSKLHDDLG |  | EFPYGLFELV |  | VSIISFLFFT |  | DMFIYWIHRG |  | LHHRLVYKRL |
| HKPHHIWKIP |  | TPFASHAFHP |  | IDGFLQSLPY |  | HIYPFIFPLH |  | KVVYLSLYIL |
| VNIWTISIHD |  | GDFRVPQILQ |  | PFINGSAHHT |  | DHHMFFDYNY |  | GQYFTLWDRI |
| GGSFKNPSSF |  | EGKGPLSYVK |  | EMTEGKRSSH |  | SGNGCKNEKL |  | FNGEFTKTE  |

A: Аланін

C: Цистеїн

D: Аспарагінова кислота

E: Глутамінова кислота

F: Фенілаланін

G: Гліцин

H: Гістидин

I: Ізолейцин

K: Лізин

L: Лейцин

M: Метіонін

N: Аспарагін

P: Пролін

Q: Глутамін

R: Аргінін

S: Серин

T: Треонін

V: Валін

W: Триптофан

Кодований геном білок за функціями належить до оксидоредуктаз, фосфопротеїнів. 
Задіяний у таких біологічних процесах, як метаболізм ліпідів, метаболізм стероїдів, метаболізм стеролів, біосинтез ліпідів, біосинтез стероїдів, біосинтез стеролів. 
Білок має сайт для зв'язування з НАД, іоном заліза, НАДФ. 
Локалізований у мембрані, ендоплазматичному ретикулумі.